# 保崎秀夫
保崎 秀夫（ほさき ひでお、1926年3月12日 - ）は、日本の医学者・精神科医。専門は、精神病理学・司法精神医学。慶應義塾大学名誉教授。学位は、医学博士（慶應義塾大学・1960年）。

## 略歴
神奈川県川崎市生まれ。1948年慶應義塾大学医学部医学科卒業。後に東京学芸大学助教授。1960年医学博士（慶応義塾大学）。1968年慶應義塾大学精神神経科教授。慶應義塾大学医学情報センター長、慶應義塾大学病院院長を歴任。1991年慶應義塾大学名誉教授。

## 栄典
- 2005年 瑞宝中綬章

## 学会
- 日本精神病理学会

## 著書
- 『神経症と分裂病』金原出版　新臨床医学文庫 1969
- 『心の病気とは何か』医歯薬出版　1975
- 『不眠症が治る本』広済堂出版　1975
- 『精神分裂病の概念 歴史と分類』金剛出版　精神医学文庫 1978
- 『不安にかつ』主婦の友健康ブックス 1978
- 『女性の精神衛生』弘文堂　心の健康ブックス 1980
- 『"うつ"と上手につきあう』ごま書房　名医からのメッセージ 1984
- 『うつに悩む方へ』主婦の友社　名医の語り下ろしシリーズ 1995
- 『うつ病の人の気持ちがわかる本』主婦の友社 2001
- 『保崎秀夫著作集』全2巻　濱田秀伯編　群馬病院出版会 ぐんま精神医学セレクション 2011

1. (心の病気とは何か/統合失調症の概念)
2. (精神病と神経症/診断と治療/歩んだ道)

### 共編著
- 『精神神経科必携』牧田清志共著　鳳鳴堂書店　1966
- 『器質脳疾患検査法』山県博共著　医学書院　1970
- 『精神科診断のすすめ方』武正建一共著　医学書院　1972
- 『精神科治療学』平井富雄,原俊夫共編　金原出版　1972
- 『精神医学事典』加藤正明,笠原嘉,宮本忠雄,小此木啓吾共編　弘文堂　1975
- 『脳と精神』塚田裕三,千葉康則共著　教養講座ライフサイエンス 共立出版　1976
- 『精神神経科診療二頁の秘訣』島薗安雄共編　金原出版　1977
- 『臨床精神医学ハンドブック』武正建一共編　金原出版　1980
- 『境界例』編集企画　金原出版　1983　精神科mook
- 『近代精神病理学の思想』高橋徹共編　金剛出版　1983
- 『新精神医学』編著　文光堂　1983
- 『精神疾患とその治療』編著　メディカルリサーチセンター　1983　疾病と薬物療法シリーズ
- 『精神病理学の新次元』1-2 作田勉共編　金剛出版　1985-1986
- 『精神科』島薗安雄共編　金原出版　1993　モダン・クリニカルポイント
- 『精神分析療法』島薗安雄と編集主幹 牛島定信編集企画　金原出版　1996　精神科mook
- 『幻覚』編　ライフ・サイエンス　1999　精神医学レビュー

### 翻訳
- Gerd Huber 編『精神分裂病と躁うつ病 臨床経験と問題点』共訳　医学書院　1974
- Joseph Mendels 編『生物学的精神医学』監訳 共訳水野鍾二　医学書院　1976
- コルブ現代臨床精神医学』監訳　広川書店　1977
- Pouline S.Powers ほか編『神経性食欲不振症・過食症の治療』高木洲一郎共監訳　医学書院　1989
- アマン・U.カーン『記憶障害の臨床』浅井昌弘共監訳　医学書院　1992

## 関連人物
- 島崎敏樹
- 浅井昌弘
- 加藤正明
- 笠原嘉
- 宮本忠雄
- 島薗安雄
- 牛島定信
- 濱田秀伯（精神科医、教え子）